# Koka (judo)
Pour les articles homonymes, voir Koka.

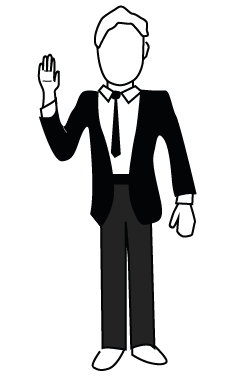
Geste d'arbitrage indiquant koka: un arbitre annonce un koka en levant un bras replié, le pouce en direction de l’épaule et coude à hauteur de la hanche.

Le koka était, jusqu'à sa suppression fin 2008, le plus petit avantage que peut obtenir un judoka lors d'une compétition. Il est depuis sa suppression un kinza, c'est-à-dire un avantage qui n'est pas ouvertement comptabilisé par l'arbitre, mais est gardé en tête par ce dernier jusqu'à la fin du combat, et, en cas d'égalité, permet de désigner un vainqueur.

## Description
Jusqu'à sa disparition, le koka est accordé à un judoka qui:
- effectue une projection satisfaisant à un seul des quatre critères de marquage d'un ippon (vitesse, force, contrôle, projection sur le dos)
- immobilise l’adversaire pendant 10 ou 15 secondes.

Un koka est également attribué en cas de shido (petite pénalité à l’encontre d’un judoka pour une faute).
Un arbitre annonce un koka en levant un bras replié, le pouce en direction de l’épaule et coude à hauteur de la hanche. 
Après la suppression du koka (valant trois points), le Yuko devient le plus petit avantage (cinq points).

## Histoire
Jusqu'en 2008, le koka est le plus petit avantage obtenable en compétition et vaut trois points. Il est supprimé en 2008, le yuko devenant alors le plus petit avantage existant (5 points).
En 2017, le yuko est supprimé à son tour du règlement français et international. Il est fusionné avec le waza-ari, deux waza-aris valent alors ippon. Cependant, dans le même temps l'IJF indique que la valeur du waza-ari inclus désormais « celles qui étaient données [au] yuko et waza-ari dans le passé ». De nouveaux cas sont également ajoutés au waza-ari comme la chute sur un ou deux coude, ou sur les deux mains, originellement comptées parmi les koka. Le site spécialisé alljudo.net commente le changement: 

« On arrive donc à cette équation aberrante : 2 kokas = 1 ippon. »

Après la suppression du yuko, seuls demeurent le ippon (10 points) et le waza-ari (7 points).